# Dan Karabín
Dan Karabín (* 18. Februar 1955 in Nitra) ist ein ehemaliger tschechoslowakischer Ringer und Gewinner der Bronzemedaille bei den Olympischen Spielen 1980 in Moskau im freien Stil im Weltergewicht.

## Werdegang
Dan Karabín stammt aus Nitra in der Slowakei, wo er als Jugendlicher mit dem Ringen begann. Nachdem sein großes Talent erkannt worden war, wurde er zum Polizeisportverein Rudá Hvězda Prag delegiert, wo er sich zu einem der besten  tschechoslowakischen Freistilringer nach dem Zweiten Weltkrieg entwickelte. Bereits im Juniorenalter gehörte er zur Weltelite, wie sein Sieg bei der Junioren-Europameisterschaft 1974 in Haparanda im Weltergewicht und sein 2. Platz bei der Junioren-Weltmeisterschaft 1975 in Chaskowo, ebenfalls im Weltergewicht, beweisen.
Dan gelang auch der Übergang zu den Senioren nahtlos, denn bei der Europameisterschaft 1975 in Ludwigshafen am Rhein belegte er auf Anhieb den 2. Platz. Er war nur dem sowjetischen Alleskönner Pawel Pinigin unterlegen und besiegte in einem Zwischenrundenkampf sogar den deutschen Freistilkünstler Adolf Seger. Noch erfolgreicher war er bei der Europameisterschaft 1976 in Leningrad, wo er die beiden deutschen Starter Alexander Senn aus der BRD und Fred Hempel aus der DDR besiegte und trotz einer Niederlage gegen Marin Pîrcălabu aus Rumänien Europameister wurde. Pech hatte Dan dann bei den Olympischen Spielen des gleichen Jahres in Montreal, denn nach zwei Siegen verletzte er sich im dritten Kampf gegen den Jugoslawen Kiro Ristov und musste aufgeben.
Wenig erfolgreich war Dan Karabín dann in den Jahren 1977 bis 1979, in denen ihm kein Medaillengewinn gelang. Allerdings war Dan in jenen Jahren sehr verletzungsanfällig und konnte einige Turniere bzw. Meisterschaften verletzungsbedingt nicht beenden.
Im Olympiajahr 1980 lief es dann für Dan wieder besser. Zunächst wurde er bei der Europameisterschaft 1980 in Prievidza 4. Sieger, wobei er allerdings nach der 4. Runde wieder verletzungsbedingt aufgeben musste und dann gewann er, inzwischen wiederhergestellt, bei den Olympischen Spielen in Moskau die Bronzemedaille, wobei er davon profitierte, dass der hohe Favorit Pawel Pinigin, gegen den er verloren hatte, an Walentin Rajtschew aus Bulgarien scheiterte.
In den Jahren 1982 bis 1984 erreichte Dan bei den Welt- und Europameisterschaften noch sehr gute Platzierungen und wurde 1982 in Edmonton sogar Vize-Weltmeister. In jenen Jahren kreuzte er auch mit dem bundesdeutschen Meister Martin Knosp einige Male die Klingen, unterlag diesem aber stets.
Da er an den Olympischen Spielen 1984 in Los Angeles wegen des Boykotts dieser Spiele durch die Ostblock-Staaten nicht teilnehmen konnte, beendete er nach der Europameisterschaft 1984 seine internationale Ringerlaufbahn.
Er ist heute als Trainer in der Slowakei tätig.

## Internationale Erfolge
(OS = Olympische Spiele, WM = Weltmeisterschaft, EM = Europameisterschaft, F = freier Stil, We = Weltergewicht), damals bis 74 kg Körpergewicht
- 1974, 1. Platz, Junioren-EM in Haparanda, F, We, vor Vaja Imerlischwili, UdSSR, Istvan Feher, Ungarn, und Georgi Nedew, Bulgarien;
- 1975, 2. Platz, Turnier in Tiflis, F, We, hinter Rostomaschwili, UdSSR, und vor Hohaschwili, UdSSR, Ibrahimow, UdSSR, und Schalles, USA;
- 1975, 2. Platz, Junioren-WM in Chaskowo, F, We, hinter Moskowitsch, UdSSR, und vor Fodor, Rumänien, Rabon, Polen, und Bat-Amgalan, Mongolei;
- 1975, 2. Platz, EM in Ludwigshafen am Rhein, F, We, mit Siegen über Pierre Jay, England, Adolf Seger, BRD, Jan Lachoda, Polen, Nikifor Kuzmanow, Bulgarien, und Servet Aydemir, Türkei, und einer Niederlage gegen Pawel Pinigin, UdSSR;
- 1975, 12. Platz, WM in Minsk, F, We, nach Niederlagen gegen Ruslan Aschuralijew, UdSSR, und Jiichirō Date, Japan;
- 1976, 1. Platz, EM in Leningrad, F, We, mit Siegen über Alexander Senn, BRD, Fred Hempel, DDR, Stanislaw Welowski, Polen, und Kiro Ristov, Jugoslawien, und trotz einer Niederlage gegen Marin Pîrcălabu, Rumänien;
- 1976, unplatziert, OS in Montreal, F, We, mit Siegen über Yakup Topuz, Türkei, und Yoo Jae-Kwon, Nordkorea, und einer Niederlage gegen Kiro Ristov, danach Aufgabe wegen Verletzung;
- 1977, 1. Platz, Turnier in Łódź, F, We, vor Cristea, Rumänien u. Peter Marta, UdSSR;
- 1977, 4. Platz, EM in Bursa, F, We, mit Siegen über Kiro Ristov, Henri Magistini, Schweiz u. Georgios Polychronidis, Griechenland u. Niederlagen gegen Peter Marta u. Reşit Karabacak, Türkei;
- 1977, 11. Platz, WM in Lausanne, F, We, nach Niederlagen gegen Fred Hempel und Mansoor Barzegar, Iran;
- 1978, 2. Platz, Turnier in Bukarest, F, We, hinter Sokajew, UdSSR, und vor Istvan Feher;
- 1978, unplatziert, EM in Sofia, F, We, nach einem Sieg über Pjotr Lazar, Polen, und einer Niederlage gegen Kiro Ristov Aufgabe wegen Verletzung;
- 1980, 4. Platz, EM in Prievidza, F, We, nach Siegen über Ricardo Niccolini, Italien, Hannu Övermark, Finnland und Alexandar Nanew, Bulgarien, und einer Niederlage gegen Guren Makarasaschwili, UdSSR, Aufgabe wegen Verletzung;
- 1980, Bronzemedaille, OS in Moskau, F, We, nach Siegen über Kiro Ristov, Rudolf Marro, Schweiz, und Istvan Feher und Niederlagen gegen Pawel Pinigin, Dschamtsyn Dawaadschaw, Mongolei, und Walentin Rajtschew, Bulgarien;
- 1982, 6. Platz, EM in Warna, F, We, hinter Martin Knosp, BRD, Pekka Rauhala, Finnland, Juri Worobjow, UdSSR, Istvan Feher und Kleinschmidt, DDR;
- 1982, 2. Platz, WM in Edmonton, F, We, hinter Leroy Kemp, USA, und vor Juri Worobjow, Takashi Kikuchi, Japan, Hossein Mohebbi, Iran, und Istvan Feher;
- 1983, 2. Platz, "Werner-Seelenbinder"-Turnier in Leipzig, F, We, hinter Martin Knosp und vor Claudiu Tamaduianu, Rumänien;
- 1983, 5. Platz, WM in Kiew, F, We, hinter Dave Schultz, USA, Taram Magomedow, UdSSR, Martin Knosp, Pekka Rauhala und vor Damdingiin Bajaraa, Mongolei;
- 1984, 3. Platz, Großer Preis der Bundesrepublik Deutschland in Freiburg im Breisgau, F, We, hinter A. Palamarew, UdSSR, und Pekka Rauhala und vor T. Ramsay, Kanada,  und B. Budajew, UdSSR;
- 1984, 5. Platz, EM in Jönköping, F, We, mit Siegen über Hans Berkenbos, Niederlande, Ignacio Ordonez, Spanien, Lloyd Walker, England und Krystian Raiman, Polen, und Niederlagen gegen Martin Knosp und Pekka Rauhala